# Nino Kirow
Nino Kirow, bułg. Нино Киров Иванов (ur. 11 września 1945 w Błagojewgradzie, zm. 25 września 2008 w Sofii) – bułgarski szachista, arcymistrz od 1975 roku.

## Kariera szachowa
W roku 1962 zdobył mistrzostwo Bułgarii juniorów, natomiast w 1973 i 1978 - seniorów. W latach 1974 i 1984 dwukrotnie wystąpił na szachowych olimpiadach, natomiast w 1977 i 1980 – w drużynowych mistrzostwach Europy. Odniósł szereg turniejowych sukcesów, zajmując m.in. I m. w Čoce (1973), II m. w Polanicy-Zdroju (1974, memoriał Akiby Rubinsteina), I-II m. we Vršacu (1975, memoriał Borislava Kosticia), II-III m. w Perniku (1976), II-III m. w Pazardżiku (1977), I m w Białymstoku (1978), I m. w Salonikach (1978), I m. w Warszawie (1980), II-III m. w Eksjö (1980), dz. II m. w Poczdamie (1985), dz. III m. w Rzymie (1986) oraz dz. I m. w Cannes (1996).
Najwyższy ranking w karierze osiągnął 1 stycznia 1993, z wynikiem 2505 punktów dzielił wówczas 6. miejsce wśród bułgarskich szachistów.